# تیا تاناکا
تیا تاناکا (به انگلیسی: Tia Tanaka) نام حرفه‌ای یک بازیگر پورنوگرافی و مدل بزرگسالان ویتنامی آمریکایی است. مادر وی دورگه ویتنامی و فرانسوی و پدرش ویتنامی بود.

## جایزه‌ها
- ۲۰۰۷ جایزه جهانی فیلم آدم٫ برنده جایزه بهترین ستاره کوچک آسیایی
- ۲۰۰۷ جایزه هواداران رسانه بزرگسال و سرگرمی٫ فینالیست دریافت جایزه زن برگزیده تازه‌کار